# Olio di pistacchio

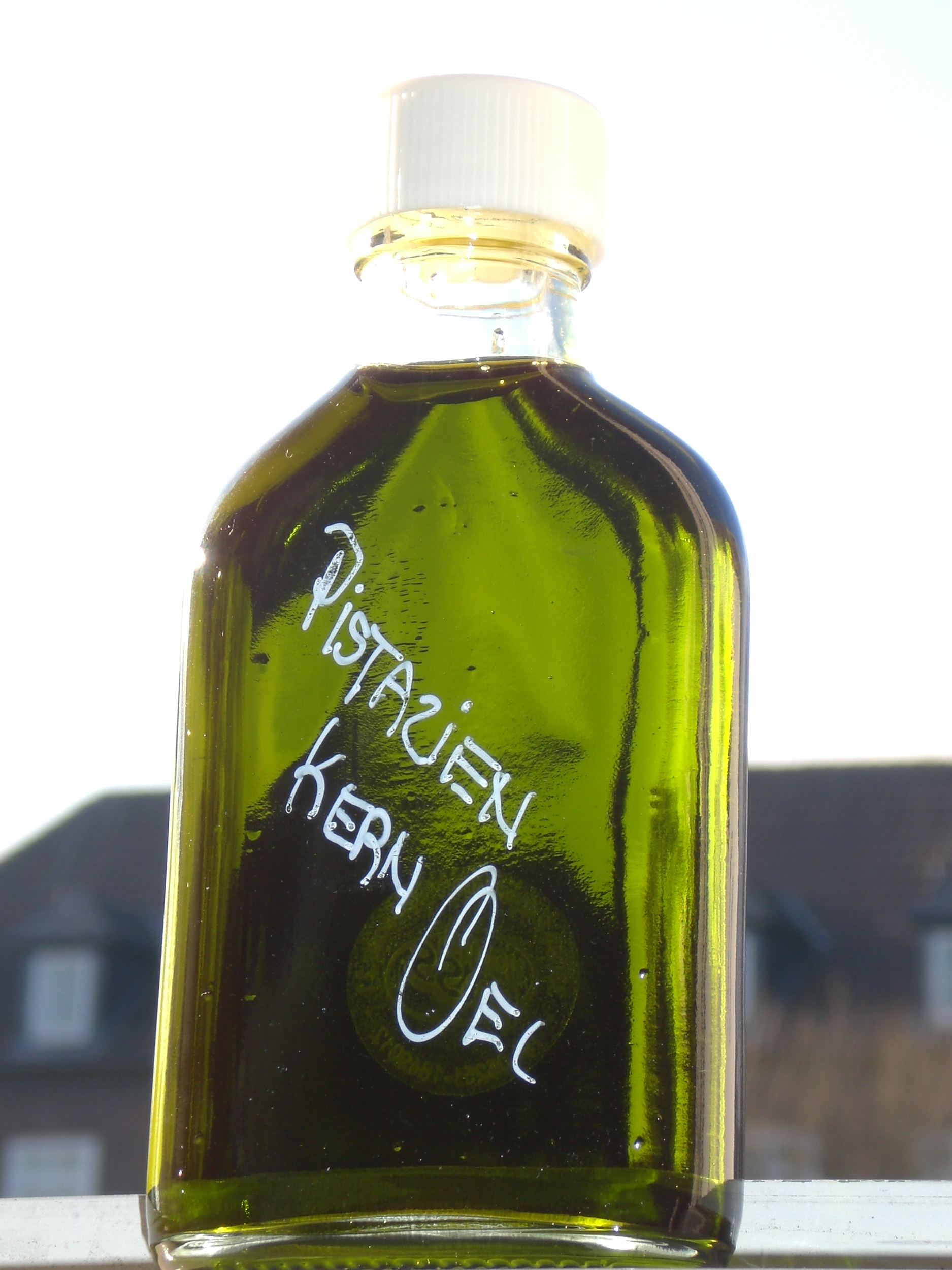
Olio di Pistacchio

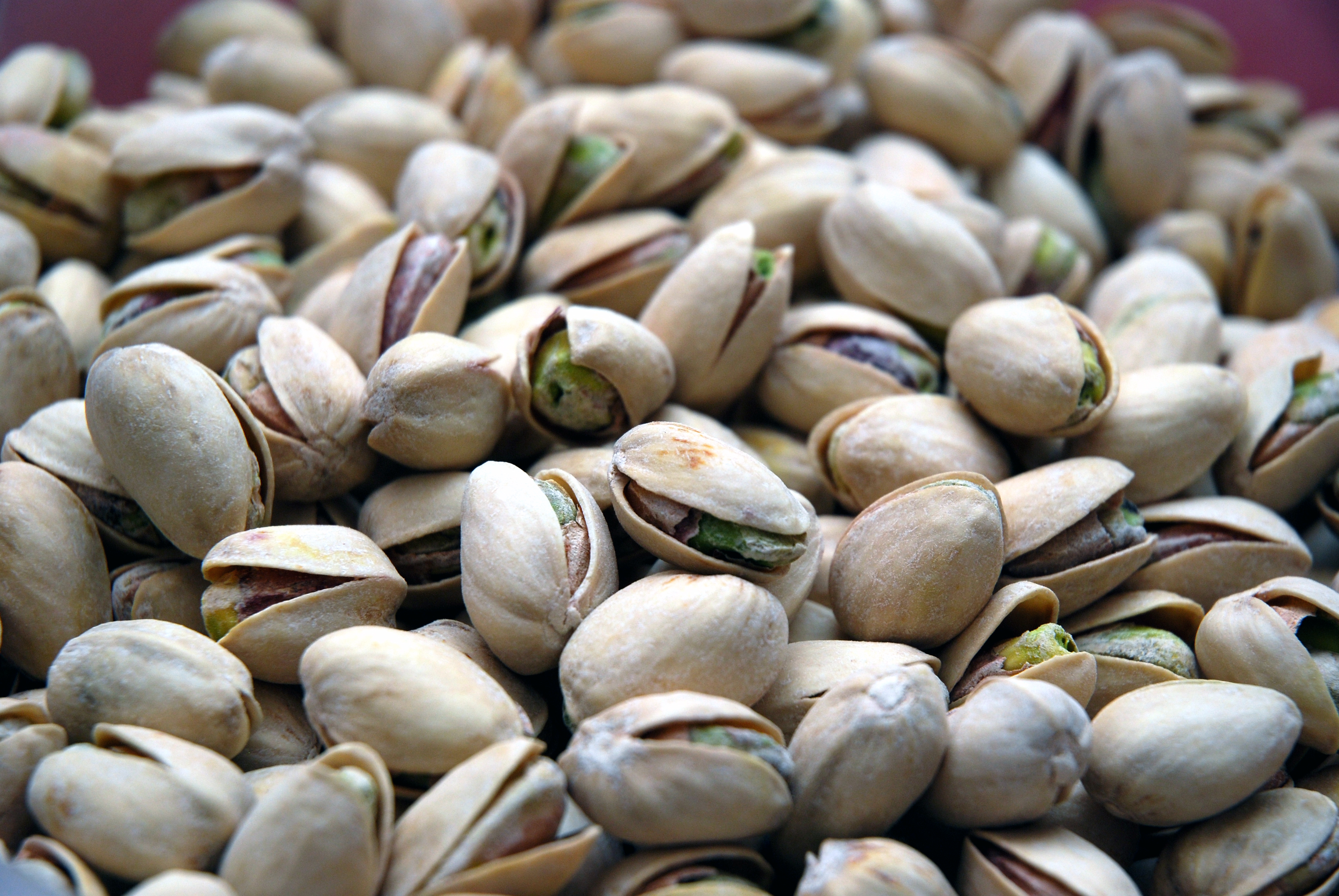
Pistacchi

L'olio di pistacchio è un olio vegetale estratto dai semi della Pistacia vera, i pistacchi. 
Il frutto del pistacchio è una drupa che come il frutto del mandorlo ha la parte edule nel seme anziché nel mesocarpo. Il seme è composto da due valve, dal tipico colore verde, avvolte da una sottile pellicola colorata rosso violaceo o nero verdastro. Attualmente, l'uso principale del pistacchio è come frutta secca o snack seguito dall'uso come ingrediente nella pasticceria e nei gelati; utilizzi con elevati requisiti in termini di qualità dei pistacchi. Si stanno esplorando alternative per l'utilizzo dei pistacchi che non soddisfano questi requisiti di alta qualità. Tra queste la produzione dell'olio di pistacchio, un olio con eccezionali qualità sensoriali.

## Estrazione
Come altri oli estratti da semi ad alto tenore di lipidi (>50%)  l'olio di pistacchio può essere estratto utilizzando solo sistemi meccanici a temperature inferiori ai 45 °C, ottenendo oli che possono essere definiti "vergini"con un alto valore organolettico e nutrizionale. L'estrazione meccanica dell'olio ha però una resa più bassa con conseguente perdita economica. Nell'industria oleochimica è più comune l'estrazione con solventi organici che richiede un processo di raffinazione a valle. Negli oli di alto valore, come l'olio di pistacchio, è possibile anche l'estrazione usando come solvente un gas in stato supercritico o subcritico che non comporta, in genere, una successiva raffinazione. La tecnica di estrazione può influire sulla qualità e commerciabilità dell'olio di pistacchio, dove considerando il posizionamento sul mercato viene spesso offerto nella versione "vergine".

## Caratteristiche chimico fisiche
A temperatura ambiente l'olio di pistacchio è liquido e si presenta come una sostanza oleosa di colore dal verde ambra al verde smeraldo più o meno intenso.
 
Le caratteristiche chimico fisiche degli oli vegetali possono variare in funzione del processo di estrazione e raffinazione.
I valori standard dell'olio di pistacchio non raffinato sono:
| Caratteristiche chimico fisiche dell'olio pistacchio non raffinato | Caratteristiche chimico fisiche dell'olio pistacchio non raffinato |
| ------------------------------------------------------------------ | ------------------------------------------------------------------ |
| Densità relativa (g/ml)                                            | 0,915-0,920                                                        |
| indice di rifrazione a 25 °C                                       | 1,467-1,470                                                        |
| numero di saponificazione (mg KOH/g olio)                          | 187 – 196                                                          |
| numero di iodio                                                    | 84 - 98                                                            |
| materia insaponificabile (g/kg)                                    | ≤30                                                                |

## Composizione
In tutti gli oli vegetali la composizione può variare in funzione della cultivar, delle condizioni ambientali, della raccolta e della lavorazione.
L'intensa colorazione, molto caratteristica, dell'olio di pistacchio è dovuta al contenuto di cromofori, in particolare clorofille e carotenoidi. Il contenuto totale di carotenoidi è stato riportato di 15 - 61 mg/kg, con come componenti principali in ordine di concentrazione: luteina, β-carotene, neoxantina,  luteoxantina e violaxantina. Il tenore di luteoxantina apparentemente cresce, fino a diventare la specie principale, negli oli spremuti a freddo.  Il contenuto totale di clorofille è molto più alto negli oli di pistacchio estratti con solvente. Il tenore di clorofille è 128-200 mg/kg negli oli estratti con solvente e 12-50 mg/kg negli oli "vergini" con come componenti principali: clorofilla a, clorofilla b, feofitina a e feofitina b.
L'olio fisso di pistacchio è composto prevalentemente da trigliceridi con la seguente distribuzione tipica di acidi grassi, come proposto nel Codex Alimentarius.
| Composizione tipica dell'olio di pistacchio | Composizione tipica dell'olio di pistacchio | Composizione tipica dell'olio di pistacchio |
| ------------------------------------------- | ------------------------------------------- | ------------------------------------------- |
| acido grasso                                | Notazione Delta                             | concentrazione/(min-max)%                   |
| acido miristico                             | 14:0                                        | ND-0,6                                      |
| acido palmitico                             | 16:0                                        | 8–13                                        |
| acido palmitoleico                          | 16:1Δ9c                                     | ND-2                                        |
| acido margarico                             | 17:0                                        | ND-0,1                                      |
| acido eptadecenoico                         | 16:1Δ10c                                    | ND-0,1                                      |
| acido stearico                              | 18:0                                        | 0,5–3,5                                     |
| acido oleico                                | 18:1Δ9c                                     | 50–70                                       |
| acido linoleico                             | 18:2Δ9c,12c                                 | 8–34                                        |
| acido α-linolenico                          | 18:3Δ9c,12c,15c                             | 0,1–1                                       |
| acido arachico                              | 20:0                                        | ND–0,3                                      |
| acido gadoleico                             | 20:1Δ11c                                    | ND–0,6                                      |
| acido eicosadienoico                        | 20:2Δ11c,14c                                | ND                                          |
| acido beenico                               | 22:0                                        | ND                                          |
| acido erucico                               | 22:1Δ13c                                    | ND                                          |
| acido lignocerico                           | 24:0                                        | ND                                          |
| acido nervonico                             | 24:1                                        | ND                                          |
| Legenda: ND, Non Determinato o ≤0,05%       |                                             |                                             |

L'alta concentrazione di acidi grassi monoinsaturi e polinsaturi lo rende suscettibile all'auto-ossidazione, che può essere ritardata dai tocoli naturalmente presenti o da antiossidanti addizionati.
| concentrazione tocoli rilevata su oli non raffinati | concentrazione tocoli rilevata su oli non raffinati |
| Sostanza                                            | mg/kg                                               |
| --------------------------------------------------- | --------------------------------------------------- |
| Tocoli totali                                       | 100 - 600                                           |
| Alfa-tocoferolo                                     | ND                                                  |
| Beta-tocoferolo                                     | ND-100                                              |
| Gamma-tocoferolo                                    | ND-50                                               |
| Delta-tocoferolo                                    | ND                                                  |
| Alfa-tocotrienolo                                   | ND                                                  |
| Gamma-tocotrienolo                                  | ND                                                  |
| Delta-tocotrienolo                                  | ND                                                  |
| Legenda: ND= Non Determinato                        |                                                     |

La concentrazione totale di steroli rilevata su oli non raffinati è 1840-4500 mg/kg.
| distribuzione percentuale degli steroli rilevata su oli non raffinati | distribuzione percentuale degli steroli rilevata su oli non raffinati |
| Sostanza                                                              | % sul totale degli steroli                                            |
| --------------------------------------------------------------------- | --------------------------------------------------------------------- |
| Colesterolo                                                           | ND - 1,0                                                              |
| Brassicasterolo                                                       | ND                                                                    |
| Campesterolo                                                          | 4 - 6,5                                                               |
| Stigmasterolo                                                         | 0,5 - 7,5                                                             |
| Β-sitosterolo                                                         | 75 – 94                                                               |
| Delta-5-avenasterolo                                                  | 6 – 8                                                                 |
| Delta-7-stigmastenolo                                                 | ND – 0,7                                                              |
| Delta-7-avenasterolo                                                  | ND – 0,5                                                              |
| altri steroli                                                         | ND                                                                    |
| Legenda: ND= Non Determinato                                          |                                                                       |

Altri componenti minori dell'olio di pistacchio rilevati in alcuni studi sono: squalene, fenoli con aldeidi, terpeni e alcoli che gli conferiscono una caratteristica nota aromatica.